# Norrlandsundersökningen
Norrlandsundersökningen var en socialmedicinsk studie på initiativ av dåvarande Medicinalstyrelsen, som genomfördes i Västerbottens och Norrbottens län åren 1929–31. Det är också namnet på den sammanfattande rapport som publicerades 1935 av Nils Hellström och Martin Odin.
Med sitt populationsperspektiv blev Norrlandsundersökningen något av en föregångare till dagens stora befolkningsundersökningar. Totalt undersöktes 17 400 väster- och norrbottningar av läkare och 4 400 av tandläkare.
I rapporten, som uppdagade stora brister i tandhälsa och tandvård, föreslogs bland annat ökad undervisning och rådgivning i kostfrågor. Resultaten användes också som argument för etablerandet av en högskola i Norrland, vilket blev verklighet 1956 när Tandläkarinstitutet i Umeå startade.

## Bakgrund
En viktig omständighet som möjliggjorde undersökningen var tillkomsten av en medicinavdelning på Umeå lasarett i mitten av 1920-talet, vars förste överläkare blev Martin Odin, sedermera professor i medicin i Göteborg. En annan bidragande faktor var att provinsialläkare i norra Sverige rapporterat om undermåliga bostäder, bristfällig spädbarnshälsovård och ensidig kost – vilket bidrog till hög spädbarnsdödlighet, stark utbredning av tuberkulos, engelska sjukan, talrikt förekommande rubbningar i matsmältningsorganen, blodbrist samt riklig förekomst av tandröta.
Odin misstänkte att magtarmsymtomen berodde på bristande saltsyraproduktion i magsäcken (achyli), till följd av den järn- och proteinfattiga kosten – som också medfört att blodbrist var vanligt. När Medicinalstyrelsen inspekterade Umeå lasarett 1928 passade Odin på att framföra behovet av en bred befolkningsundersökning, för att öka kunskaperna om sambandet mellan bristfällig kost och ohälsa. När undersökningen drog igång året därpå var Odin ansvarig för den medicinska delen och tandläkaren Gösta Westin – senare professor och rektor för Tandläkarhögskolan i Stockholm – för den odontologiska delen.
Norrlandsundersökningens övergripande slutsats var att den hos landsbygdsbefolkningen vanliga mjöl- och mjölkdominerade kosten behövde förändras till blandkost. I rapporten angavs också att bostäderna behövde förbättras, att trädgårdsskötsel borde utvecklas för att förbättra tillgången på grönsaker, och att barn- och skolhälsovård samt skol- och folktandvård borde byggas upp. Stor vikt lades alltså vid kosten.
Rapportförfattarna noterade också att hjärtkärlsjukdomar, fettsot och alkoholism knappt alls förekom i norra Sverige omkring 1930.